# Molly a duch
Molly a duch (v anglickém originále The Ghost and Molly McGee) je americký hudební animovaný komediální televizní seriál produkovaný společností Disney Television Animation. Seriál vytvořili Bill Motz a Bob Roth. Úvodní znělka měla premiéru 1. května 2021 během akce na Halfway to Halloween na Disney Channel. Seriál se začal vysílat 1. října 2021.
31. srpna 2021, než seriál měl premiéru byla potvrzená příprava pro druhou sérii.

## Děj

### První řada
Molly McGeeová je optimistická 13letá dívka, která žije proto, aby byl svět lepším místem a napravila co se pokazilo, a rozdávala radost. Scratch je nevrlý duch žije, aby byl svět ještě horší, rozbil to, co se stalo správně, a šířil bídu. Když jedno ze Scratchových kouzel selže, ocitne se v Mollyině přítomnosti navždy prokletý. Navzdory tomu Scratch a Molly vytvářejí nepravděpodobné přátelství, které každého z nich provede vzestupy a pády jejich příslušných světů.

### Druhá řada
Scratch je jmenován novým předsedou Rady duchů, zatímco rodina lovců duchů, Chenovi, se nastěhují naproti McGeeovými a musí před nimi tajit existenci duchů a zároveň se snažit udržet své přátelství.

## Obsazení

### Hlavní role
- Ashly Burch jako Molly McGee (český dabing: Eliška Jirotková)
- Dana Snyder jako Todd "Škráb" Mortenson (český dabing: Ladislav Cigárek)
- Jordan Klepper jako Pete McGee (český dabing: Ivo Hrbáč)
- Sumalee Montano jako Sharon McGee (český dabing: Kateřina Petrová)
- Michaela Dietz jako Darryl McGee (český dabing: Viktor Vich-Antonio)
- Lara Jill Miller jako Libby Stein-Torresová (český dabing: Anna Novotná)

### Vedlejší role
- Jules Medcraft jako Andrea Davenport (český dabing: Pavlína Kostková Dytrtová)
- Sumalee Montano jako Babička Nin (český dabing: Zuzana Hykyšová)
- Alan Lee jako Oliver "Ollie" Chen (český dabing: Matěj Převrátil)
- Sue Ann Pien jako Juniper "June" Chenová (český dabing: Linda Křišťálová)
- Stephanie Sheh jako Esther Chenová
- Leonard Wu jako Ruben Chen

## Vysílání
| Řada | Díly | Premiéra v USA | Premiéra v USA   | Premiéra v ČR   | Premiéra v ČR |
| Řada | Díly | První díl      | Poslední díl     | První díl       | Poslední díl  |
| ---- | ---- | -------------- | ---------------- | --------------- | ------------- |
| 1    | 20   | 1. října 2021  | 9. července 2022 | 14. března 2022 | 9. září 2022  |
| 2    | 21   | 1. dubna 2023  | 13. ledna 2024   | 16. října 2023  | 2. února 2024 |

## Hudba
Ústřední píseň seriálu napsali Allie Felder, Mike Kramer, Bill Motz a Bob Roth a nazpívali ji Ashly Burch a Dana Snyder. Písně pro seriál napsal Rob Cantor, přičemž každá epizoda obsahuje hudební sekvenci o délce přibližně 1 minuty. Skóre série dělá Michael Kramer. Dne 1. října 2021 vyšlo rozšířené play album některých písní ze série.

### Alba
Všechny skladby složil Rob Cantor (pokud není uvedeno jinak).
| Pořadí         | Název                                                                  | Autor                                             | Délka |
| -------------- | ---------------------------------------------------------------------- | ------------------------------------------------- | ----- |
| 1.             | The Ghost and Molly McGee Main Title Theme (Ashly Burch & Dana Snyder) | Allie Feder, Bill Motz, Bob Roth & Michael Kramer | 0:39  |
| 2.             | Together Forever (Burch & Snyder)                                      |                                                   | 1:05  |
| 3.             | Awesome Best Friends Day (Burch)                                       |                                                   | 0:44  |
| 4.             | Just Give (Burch)                                                      |                                                   | 1:20  |
| 5.             | Abraham Lincoln (Burch & Kelsey Grammer)                               |                                                   | 0:56  |
| Celková délka: | Celková délka:                                                         | Celková délka:                                    | 4:44  |